# Pak Pong-ju
Dans ce nom coréen, le nom de famille, Park, précède le nom personnel.
Pak Pong-ju (en coréen chosŏn'gŭl: 박봉주; hanja: 朴鳳柱 ou 朴奉珠; McCune-Reischauer: Pak Pongju; romanisation révisée: Bak Bongju) est un homme d'État nord-coréen. Il est Premier ministre de la Corée du Nord du 3 septembre 2003 au 11 avril 2007 et du 1er avril 2013 au 11 avril 2019.

## Biographie
« Technocrate de carrière », il est élu Premier ministre par l'Assemblée populaire suprême en septembre 2003 pour « mettre en œuvre une politique ambitieuse de réformes économiques », visant notamment à une libéralisation partielle de la production agricole. Il visite ensuite la Chine, et s'intéresse aux politiques économiques chinoises.
Décrit à l'étranger comme un « expert économique », il met en place « de timides réformes économiques destinées à accorder davantage d’autonomie aux entreprises d’Etat et à graduellement réduire le rationnement des produits alimentaires et des autres biens de première nécessité ».
Il est suspendu de ses fonctions en juin 2006, puis formellement limogé en avril 2007, « pour apparemment empêcher la poursuite des réformes économiques qu’il avait entreprises », et remplacé par Kim Yong-il, puis par Choe Yong-rim en 2010. Pak Pong-Ju est considéré comme un acteur du régime en faveur à l'économie de marché. Éloigné du pouvoir par Kim Jong-Il pour cette raison, il est remis en place par Kim Jong-un afin d'ajuster l'économie nord-coréenne à l'économie de marché. En avril 2013, Pak est à nouveau nommé aux fonctions de Premier ministre, dans un contexte de crise économique et humanitaire, et alors que la Corée du Nord vient de multiplier les déclarations belliqueuses à l'encontre de la Corée du Sud et des États-Unis. La nomination de Pak « est perçue par des analystes comme un signe clair que le dirigeant Kim Jong-un cherche à appuyer ses récentes déclarations promettant de miser sur un renforcement du développement économique »,.